# 日本基督教団江古田教会
日本基督教団江古田教会(にほんきりすときょうだんえごたきょうかい）は、日本基督教団（旧組合系）の教会である。1939年に創立された。

## 概要
1939年、海老澤亮により創立。
住宅街の中に立つ、アットホームな雰囲気の教会である。
教会堂は、クリーム色の壁にグレーの屋根という質素な作りで、過去に幼稚園が併設されていたこともあり広い庭がある。

## 牧師
- 上林順一郎
- 中井利洋　2019年（平成31年）4月～

## 所在地
- 東京都中野区江原町3丁目19番12号

## 交通アクセス
- 都営大江戸線 新江古田駅　徒歩5分
- 西武池袋線 江古田駅　徒歩12分

## 公式サイト
- 日本基督教団江古田教会ホームページ